# Hamm (Düsseldorf)
Hamm, Düsseldorf-Hamm — dzielnica miasta Düsseldorf w Niemczech, w okręgu administracyjnym 3, w kraju związkowym Nadrenia Północna-Westfalia, w rejencji Düsseldorf.  